# Fontenay-sur-Conie
Fontenay-sur-Conie – miejscowość i gmina we Francji, w Regionie Centralnym, w departamencie Eure-et-Loir.
Według danych na rok 1990 gminę zamieszkiwało 117 osób, a gęstość zaludnienia wynosiła 9 osób/km² (wśród 1842 gmin Regionu Centralnego Fontenay-sur-Conie plasuje się na 1017. miejscu pod względem liczby ludności, natomiast pod względem powierzchni na miejscu 989.).